# La Bisbal de Montsant
La Bisbal de Montsant és un poble i municipi de la comarca del Priorat, que fins a finals del 2024 s'anomenava "La Bisbal de Falset".
Està situat a la vall del riu Montsant, damunt d'una roca, com es diu popularment: "la Bisbal en una roca".
El terme municipal de la Bisbal és a l'extrem nord-oest de la comarca. Limita al nord amb el terme de Flix i a ponent amb el de la Palma d'Ebre, tots dos pertanyents a la Ribera d'Ebre, però el tros del terme de Flix és una estreta llenca de terreny rere la qual es troba el terme de Bellaguarda, de les Garrigues. Pel sud i per llevant limita amb altres termes del Priorat: Margalef i Cabassers, respectivament.

## Etimologia
El nom de la Bisbal de Falset és compost. "La Bisbal" significa "la del bisbe"; en efecte: ja al segle xiv apareix aquesta població com a pertanyent a la jurisdicció del bisbe de Tortosa. El complement "de Falset" va ser afegit l'any 1858, a causa de la modernització de l'administració i que prohibia que hi hagués dos municipis amb el mateix nom. En aquest cas, com que coincidia amb els de La Bisbal del Penedès i La Bisbal d'Empordà, es va optar per afegir-hi el "de Falset", atès que era el partit judicial a què pertanyia.
El 28 d'abril del 2024, l'ajuntament del municipi va impulsar una consulta ciutadana per modificar-ne el nom i passar a anomenar-se "La Bisbal de Montsant". La nova denominació tenia el vist-i-plau previ de l'Institut d'Estudis Catalans. Els arguments per dur a terme aquest canvi eren la vinculació amb la Serra del Montsant amb el Riu de Montsant, que voreja el nucli de població; i la voluntat de distingir-se de Falset. Finalment, el resultat de la consulta, en la qual van participar 159 veïns (més del 80% de la població amb dret a vot) majors de 16 anys empadronats al municipi, va ser d'empat a 78 vots, amb tres vots en blanc.
Davant d'aquest escenari, el ple municipal compost per 5 regidors de Junts, que era favorable al canvi, va aprovar formalment l'inici dels tràmits per modificar el nom del municipi en un ple el 14 de maig del 2024, que va ser publicat al DOGC el 29 d'aquell mateix mes. El DOGC del 25 de novembre de 2024 va publicar la conformitat del Govern amb el canvi de nom i la Bisbal de Montsant esdevingué la denominació oficial del municipi.

## Geografia
- Llista de topònims de la Bisbal de Montsant (Orografia: muntanyes, serres, collades, indrets...; hidrografia: rius, fonts...; edificis: cases, masies, esglésies, etc).

Termes municipals limítrofs:
|                                 | Flix (Ribera d'Ebre) |           |
| La Palma d'Ebre (Ribera d'Ebre) |                      | Cabassers |
|                                 | Margalef             |           |

De 14 km² d'extensió, aquest terme és situat a la vall del riu de Montsant, que marca la profunda vall que conforma la meitat sud del terme, venint des de llevant. El Montsant discorre fent amples ziga-zagues, i va rebent al llarg del seu pas per la Bisbal de Montsant diversos torrents, tant des del nord com des del sud. Hi destaca el torrent dels Colls Baixos, que baixa de la Serralada del Coll de la Manxa i de la Punta de l'Ereta i el de la Cova d'en Benet. El Montsant discorre entre els 340 metres d'altitud, quan entre en el terme, i els 295, quan en surt.
D'altra banda, la meitat nord està formada per una vall en direcció de nord-est a sud-oest a l'entorn del barranc de les Coves Voltades i els seus afluents, com el barranc de les Parades, que, un cop tots ajuntats, s'anomenen lo Torrent. Aquest torrent neix a les Coves Voltades, al voltant dels 535 metres d'altitud, i s'aboca en el Montsant, just al sud del poble, a 320 m. alt.
El relleu del terme és molt accidentat: al nord, el contraforts de ponent de la Serra de la Llena, entre la Sella, de 502 m., la Punta dels Tous, de 557, la Punta de les Coves Voltades, de 592, i el Tossal del Llicsó, de 591. A llevant, al límit amb Margalef, s'estén un altres dels contraforts de la mateixa serra, amb l'esmentat Tossal del Llicsó, el Tossal del Campàs del Serena i la Punta de l'Àliga, de 591, 576 i 585 metres d'altitud. Cap al sud, al costat esquerre del Montsant, es troben els contraforts de la Serra del Montsant: Punta del Salomó, de 619 m., la Serralada del Coll de Manxa, entre 530 i 550 m., i la Serra de les Pinedes, al voltant dels 490 metres d'altitud. Al costat de ponent, al límit amb la Ribera d'Ebre, trobem uns serrats més suaus, com la Serra de l'Astí, culminats pel Jonquet ("lo Junquet"), de 486 metres d'altitud i la Punta del Camp de Bovera, de 507. Els serralls del Grau, dels Clapers, de la Serrateixa i d'altres constitueixen les divisòries internes de les valls del terme bisbalenc.
El poble de la Bisbal és l'únic nucli de població del municipi. A més del poble, hi ha algunes masies (Mas de l'Asunción, mas de l'Avenc, mas del Coix, mas del Gendret, lo Molí del Sas) i una ermita (Santa Llúcia), però el poblament dispers és molt escadusser, sobretot actualment.
En molts llocs del terme hi ha coves i balmes, que fan pensar que en èpoques llunyanes podien hostatjar una part del poblament del territori. La mateixa ermita de Santa Llúcia és troglodítica.
A la sortida del poble hi ha les restes dels antics trulls, o molins d'oli, anomenats aquí "molins de lliura".

## Història

### Edat contemporània
Pascual Madoz es refereix a la Bisbal en el seu Diccionario geográfico... del 1845. S'hi refereix dient que el poble està aturonat, en un lloc combatut pels vents de ponent i de llevant, cosa que fa un clima propens a febres gàstriques i catarrals. Segons Madoz, en aquell moment tenia 34 cases, una església sufragània de la parroquial de Cabassers, amb un vicari perpetu al seu servei. La terra és argilosa i d'orografia accidentada, amb vinya, extensions d'oliveres i molt bosc i garriga. La producció del terme és blat, ordi, civada, vi, oli, patates, ametlles, seda i tota mena de llegums. Hi havia bestiar de llana, cabres, ases i mules, i s'hi cacen conills i perdius. La indústria existent era una fassina d'aiguardent, i alguns molins de farina i d'oli. La població és de 34 veïns (caps de casa) i 116 ànimes (habitants).

## Política

### Alcaldes
| Període     | Alcalde o alcaldessa       | Partit polític    | Data de possessió | Observacions |
| ----------- | -------------------------- | ----------------- | ----------------- | ------------ |
| 1979–1983   | Valentí Gorgori i Alberich | Logotip de la UCD | 19/04/1979        | --           |
| 1983–1987   | Enric Masip i Gorgori      | Independientes    | 28/05/1983        | --           |
| 1987–1991   | Enric Masip i Gorgori      | AE Progrés Rural  | 30/06/1987        | --           |
| 1991–1995   | Enric Masip i Gorgori      | AE Progrés Rural  | 15/06/1991        | --           |
| 1995–1999   | Enric Masip i Gorgori      | AE Progrés Rural  | 17/06/1995        | --           |
| 1999–2003   | Lluís Masip i Sans         | Logotip de Ciu    | 03/07/1999        | --           |
| 2003–2007   | Lluís Masip i Sans         | Logotip de CiU    | 14/06/2003        | --           |
| 2007–2011   | Lluís Masip i Sans         | Logotip de CiU    | 16/06/2007        | --           |
| 2011–2015   | Sergi Masip i Masip        | Logotip de CiU    | 11/06/2011        | --           |
| 2015–2019   | Sergi Masip i Masip        | Logotip de CiU    | 13/06/2015        | --           |
| 2019-2023   | Emília Busquets i Canal    | Logotip de Junts  | 15/06/2019        | --           |
| Des de 2023 | Òscar Vidal i Rodríguez    | Logotip de Junts  | 17/06/2023        | --           |

### Eleccions municipals
Nombre de regidors per partit
| Junts                                                                    | - | -  | -  | -  | -  | -      | - | - | - | - | 5  | 5 |
| PSC                                                                      | - | -  | -  | -  | -  | -      | - | - | 0 | 0 | 0  | 0 |
| PP                                                                       | - | -  | -  | -  | -  | -      | 0 | - | 0 | 0 | -  | 0 |
| ERC                                                                      | - | -  | -  | -  | -  | -      | 1 | - | - | - | -  | - |
| CiU                                                                      | - | -  | -  | -  | -  | -      | 4 | 7 | 5 | 5 | -  | - |
| PSUC                                                                     | 3 | -  | -  | -  | -  | -      | - | - | - | - | -  | - |
| UCD                                                                      | 4 | -  | -  | -  | -  | -      | - | - | - | - | -  | - |
| Altres                                                                   | - | 7a | 7b | 7b | 7b | 5b; 0c | - | - | - | - | 0d | - |
| Total                                                                    | 7 | 7  | 7  | 7  | 7  | 5      | 5 | 7 | 5 | 5 | 5  | 5 |
| a Independientes; b AE Progrés Rural; c PI; d AE de la Bisbal de Falset; |   |    |    |    |    |        |   |   |   |   |    |   |

## Comunicacions
A la Bisbal de Montsant es troben dues carreteres: la T-702 (C-242, a Cornudella de Montsant-la Palma d'Ebre) i la T-713 (C-242, al Coll del Grau, a Bellaguarda/Margalef-La Bisbal de Montsant).

## Demografia
| 1497 f | 1515 f | 1553 f | 1717 | 1787 | 1857 | 1877 | 1887 | 1900 | 1910 |
| ------ | ------ | ------ | ---- | ---- | ---- | ---- | ---- | ---- | ---- |
| 16     | 15     | 65     | 51   | 233  | 643  | 757  | 823  | 749  | 832  |

| 1920 | 1930 | 1940 | 1950 | 1960 | 1970 | 1981 | 1990 | 1992 | 1994 |
| ---- | ---- | ---- | ---- | ---- | ---- | ---- | ---- | ---- | ---- |
| 796  | 707  | 684  | 611  | 547  | 445  | 323  | 312  | 266  | 266  |

| 1996 | 1998 | 2000 | 2002 | 2004 | 2006 | 2008 | 2010 | 2012 | 2014 |
| ---- | ---- | ---- | ---- | ---- | ---- | ---- | ---- | ---- | ---- |
| 245  | 245  | 242  | 250  | 244  | 266  | 241  | 237  | 227  | 216  |

| 2016 | 2018 | 2020 | 2022 | 2024 | 2026 | 2028 | 2030 | 2032 | 2034 |
| ---- | ---- | ---- | ---- | ---- | ---- | ---- | ---- | ---- | ---- |
| 208  | 219  | 211  | 219  | 208  | -    | -    | -    | -    | -    |